# 라셸 음완자
라셸 음완자(프랑스어: Rachel Mwanza, 1997년 ~ )는 콩고 민주 공화국의 배우이다. 2012 베를린 국제 영화제에서 영화 《르벨》로 은곰상 여우주연상을 받았다.

## 수상
- 베를린 영화제 은곰상 여우주연 (2012)
- 트라이베카 영화제 여우주연 (2012)